# Принсіпат
«Принсіпа́т» (ісп. Club Esportiu Principat) — колишній футбольний клуб зі столиці Андорри, виступав в Чемпіонаті Андорри з футболу.

## Історія
Клуб був заснований 1989 року. Команда тричі ставала чемпіоном Андорри і 6 разів поспіль (з 1994 по 1999 роки) вигравала Кубок країни. Тричі брала участь у кваліфікаційному раунді Кубка УЄФА, але не здобула жодної перемоги.
Розформували у 2015 році.

## Досягнення
- Чемпіон Андорри (3): 1996—1997, 1997—1998, 1998—1999
- Кубок Андорри (6): 1993–94, 1994–95, 1995–96, 1996–97, 1997–98, 1999